# TruckersMP
『TruckersMP』（トラッカーズMP、略称: TMP）とは、チェコのSCSソフトウェアが開発・発売したドライビングシミュレーションゲームである、『Euro Truck Simulator2』と『American Truck Simulator』の非公式MOD。

## 概要
2014年5月1日にリリースされた。
『Euro Truck Simulator 2』と『American Truck Simulator』に対応しており、ヨーロッパとアメリカにあるオンラインマルチプレイサーバーに接続してプレイすることで、世界中の人との交流をすることができる。また、「VTC(バーチャルトラッキングカンパニー)」に参加することで、実際に運送会社で働いているような体験をすることができる。

## ゲーム変更点及びルール等
サーバー内では不適切な追い越し等の他のプレイヤーに迷惑がかかる行為をするとゲームモデレーター、およびレポートモデレーターから罰せられる場合がある。
3回までのBANがゲームモデレーターによる裁量で4回目が1か月、とBAN期間が加算されていく。
また、複数のアカウントでBANを回避した場合や、チート、ハック行為をした場合は、1回目のBANでも永久的にサーバーへの接続ができなくなる場合がある。

## サーバー
Euro Truck Simulator 2
- Simulation 1
- Simulation[US]（アメリカサーバー）
- Simulation[SGP]（アジアサーバー）
- Arcade（制限速度や衝突なし）
- Promods（拡張マップMOD「ProMods」でプレイできる）
- Promods Arcade

American Truck Simulator
- Simulation
- Simulation[US]（アメリカサーバー）
- Arcade[US]（アメリカサーバー）